# The Kolors
 (janvier 2022).
Si vous disposez d'ouvrages ou d'articles de référence ou si vous connaissez des sites web de qualité traitant du thème abordé ici, merci de compléter l'article en donnant les références utiles à sa vérifiabilité et en les liant à la section « Notes et références ».
The Kolors est un groupe de musique italienne formé à Naples. Ils se sont fait connaître en 2015 en remportant la quatorzième édition du concours de talents Amici di Maria De Filippi.

## Discographie

### Albums
- 2014 : I Want
- 2015 : Out[2]
- 2017 : You[3]

## Vie civique
En 2018, Stash, le chanteur du groupe, est blessé alors qu'il tentait de défendre une femme agressée par son compagnon.